# Hvide Sande Sogn
Hvide Sande Sogn er et sogn i Ringkøbing Provsti (Ribe Stift). 
I 1869 blev Lyngvig Kirke og Haurvig Kirke indviet som kapeller. Lyngvig og Haurvig blev kirkedistrikter i Ny Sogn, der hørte til Hind Herred i Ringkøbing Amt. I 1922 blev de to kirkedistrikter udskilt fra Ny Sogn og samlet i Holmsland Klit Sogn. I 1954 blev
Helligåndskirken opført i Hvide Sande som sognets 3. kirke.
Holmsland Klit sognekommune inkl. kirkedistrikterne blev ved kommunalreformen i 1970 indlemmet i Holmsland Kommune, der ved strukturreformen i 2007 indgik i Ringkøbing-Skjern Kommune.
Da kirkedistrikterne blev nedlagt 1. oktober 2010, blev Lyngvig Sogn og Haurvig Sogn udskilt som selvstændige sogne. Holmsland Klit Sogn skiftede 15. marts 2011 navn til Hvide Sande Sogn.
I sognet findes følgende autoriserede stednavne:
- Bavnebjerg (areal)
- Bjerregård (bebyggelse)
- Brunkrog (bebyggelse)
- Dødemandsbjerg (areal)
- Fiskerbod Bjerg (areal)
- Gammelhus Bjerge (areal)
- Hansnæs Bjerg (areal)
- Hegnet (bebyggelse)
- Holmsland Klit (areal)
- Hvide Sande (bebyggelse)
- Karen Brands Bjerg (areal)
- Klegod (bebyggelse)
- Månedskrog Bjerg (areal)
- Nymandsbjerg (areal)
- Nørre Havrvig (bebyggelse)
- Nørre Lyngvig (bebyggelse)
- Nørresand (areal)
- Renderne (bebyggelse)
- Riskrog Bjerg (areal)
- Skelhage (areal)
- Skodbjerge (areal, bebyggelse)
- Sælhundebanke (areal)
- Sønder Havrvig (bebyggelse)
- Sønder Lyngvig (bebyggelse)
- Troldbjerg (areal)
- Tyvmose (bebyggelse)
- Tyvmose Bjerg (areal)
- Årgab (bebyggelse)